# Possum Bourne

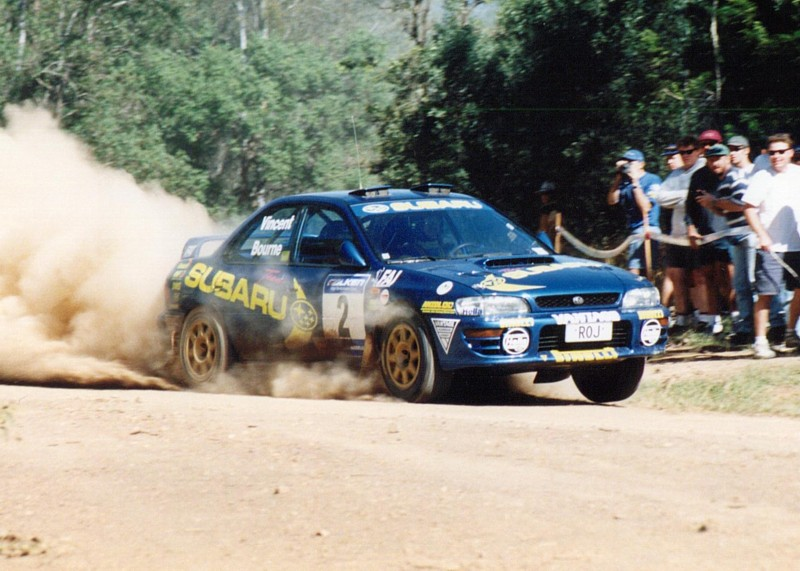
Possum Bourne su Subaru Impreza WRX al Rally Queensland nel 1998

Peter Georges Raymond Bourne, detto Possum (Waikato, 13 aprile 1956 – Dunedin, 30 aprile 2003), è stato un pilota di rally neozelandese.

## Palmarès
- Campionato australiano rally: 7
1996, 1997, 1998, 1999, 2000, 2001 e 2002
- Asia-Pacific Rally Champion: 3
1993, 1994 e 2000

## Risultati nel mondiale rally

### WRC
| 1983 | Scuderia       | Vettura               |  |  |  |  |  |  |    |  |  |  |  |  |  |  |  |  | Punti | Pos. |
| ---- | -------------- | --------------------- |  |  |  |  |  |  | -- |  |  |  |  |  |  |  |  |  | ----- | ---- |
| 1983 | Motor Holdings | Subaru Leone RX Turbo |  |  |  |  |  |  | 14 |  |  |  |  |  |  |  |  |  | 0     |      |

| 1984 | Scuderia       | Vettura         |  |  |  |  |  |  |   |  |  |  |  |  |  |  |  |  | Punti | Pos. |
| ---- | -------------- | --------------- |  |  |  |  |  |  | - |  |  |  |  |  |  |  |  |  | ----- | ---- |
| 1984 | Motor Holdings | Subaru RX Turbo |  |  |  |  |  |  | 8 |  |  |  |  |  |  |  |  |  | 3     | 43º  |

| 1985 | Scuderia | Vettura               |  |  |  |  |  |  |   |  |  |  |  |  |  |  |  |  | Punti | Pos. |
| ---- | -------- | --------------------- |  |  |  |  |  |  | - |  |  |  |  |  |  |  |  |  | ----- | ---- |
| 1985 |          | Subaru Leone RX Turbo |  |  |  |  |  |  | 8 |  |  |  |  |  |  |  |  |  | 3     | 51º  |

| 1986 | Scuderia              | Vettura         |  |  |  |     |  |  |     |  |  |  |  |  |   |  |  |  | Punti | Pos. |
| ---- | --------------------- | --------------- |  |  |  | --- |  |  | --- |  |  |  |  |  | - |  |  |  | ----- | ---- |
| 1986 | Fuji Heavy Industries | Subaru RX Turbo |  |  |  | Rit |  |  | Rit |  |  |  |  |  | 8 |  |  |  | 3     | 49º  |

| 1987 | Scuderia                                                  | Vettura         |  |  |  |    |  |  |  |   |  |  |  |  |     |  |  |  | Punti | Pos. |
| ---- | --------------------------------------------------------- | --------------- |  |  |  | -- |  |  |  | - |  |  |  |  | --- |  |  |  | ----- | ---- |
| 1987 | Fuji Heavy Industries, Subaru M.S.G. e Subaru Deutschland | Subaru RX Turbo |  |  |  | 11 |  |  |  | 3 |  |  |  |  | Rit |  |  |  | 12    | 23º  |

| 1988 | Scuderia                              | Vettura         |  |  |  |   |  |  |  |     |  |  |  |  |  |  |  |  | Punti | Pos. |
| ---- | ------------------------------------- | --------------- |  |  |  | - |  |  |  | --- |  |  |  |  |  |  |  |  | ----- | ---- |
| 1988 | Fuji Heavy Industries e Subaru M.S.G. | Subaru RX Turbo |  |  |  | 9 |  |  |  | Rit |  |  |  |  |  |  |  |  | 2     | 72º  |

| 1989 | Scuderia                      | Vettura         |  |  |  |   |  |  |    |     |  |    |  |  |  |  |  |  | Punti | Pos. |
| ---- | ----------------------------- | --------------- |  |  |  | - |  |  | -- | --- |  | -- |  |  |  |  |  |  | ----- | ---- |
| 1989 | Subaru Technica International | Subaru RX Turbo |  |  |  | 7 |  |  | SQ | Rit |  | 10 |  |  |  |  |  |  | 5     | 49º  |

| 1990 | Scuderia                      | Vettura          |  |  |     |  |  |   |  |  |   |  |  |  |  |  |  |  | Punti | Pos. |
| ---- | ----------------------------- | ---------------- |  |  | --- |  |  | - |  |  | - |  |  |  |  |  |  |  | ----- | ---- |
| 1990 | Subaru Technica International | Subaru Legacy RS |  |  | Rit |  |  | 5 |  |  | 4 |  |  |  |  |  |  |  | 18    | 14º  |

| 1991 | Scuderia                                         | Vettura          |  |  |  |  |  |  |     |  |  |     |  |  |  |  |  |  | Punti | Pos. |
| ---- | ------------------------------------------------ | ---------------- |  |  |  |  |  |  | --- |  |  | --- |  |  |  |  |  |  | ----- | ---- |
| 1991 | Subaru of New Zealand e Subaru Rally Team Europe | Subaru Legacy RS |  |  |  |  |  |  | Rit |  |  | Rit |  |  |  |  |  |  | 0     |      |

| 1992 | Scuderia                    | Vettura          |  |  |  |  |  |  |     |  |  |   |  |  |  |  |  |  | Punti | Pos. |
| ---- | --------------------------- | ---------------- |  |  |  |  |  |  | --- |  |  | - |  |  |  |  |  |  | ----- | ---- |
| 1992 | Subaru Rally Team Australia | Subaru Legacy RS |  |  |  |  |  |  | Rit |  |  | 6 |  |  |  |  |  |  | 6     | 34º  |

| 1993 | Scuderia       | Vettura          |  |  |  |  |  |  |  |   |  |     |  |  |  |  |  |  | Punti | Pos. |
| ---- | -------------- | ---------------- |  |  |  |  |  |  |  | - |  | --- |  |  |  |  |  |  | ----- | ---- |
| 1993 | 555 Subaru WRT | Subaru Legacy RS |  |  |  |  |  |  |  | 6 |  | Rit |  |  |  |  |  |  | 6     | 31º  |

| 1994 | Scuderia       | Vettura            |  |  |  |  |  |  |     |  |  |  |  |  |  |  |  |  | Punti | Pos. |
| ---- | -------------- | ------------------ |  |  |  |  |  |  | --- |  |  |  |  |  |  |  |  |  | ----- | ---- |
| 1994 | 555 Subaru WRT | Subaru Impreza 555 |  |  |  |  |  |  | Rit |  |  |  |  |  |  |  |  |  | 0     |      |

| 1995 | Scuderia       | Vettura            |  |  |  |  |   |     |  |  |  |  |  |  |  |  |  |  | Punti | Pos. |
| ---- | -------------- | ------------------ |  |  |  |  | - | --- |  |  |  |  |  |  |  |  |  |  | ----- | ---- |
| 1995 | 555 Subaru WRT | Subaru Impreza 555 |  |  |  |  | 7 | Rit |  |  |  |  |  |  |  |  |  |  | 4     | 14º  |

| 1996 | Scuderia                        | Vettura            |  |  |  |  |  |  |   |  |  |  |  |  |  |  |  |  | Punti | Pos. |
| ---- | ------------------------------- | ------------------ |  |  |  |  |  |  | - |  |  |  |  |  |  |  |  |  | ----- | ---- |
| 1996 | Growth International Motorsport | Subaru Impreza 555 |  |  |  |  |  |  | 8 |  |  |  |  |  |  |  |  |  | 3     | 27º  |

| 1997 | Scuderia                    | Vettura            |  |  |  |  |  |  |  |  |   |  |  |  |   |  |  |  | Punti | Pos. |
| ---- | --------------------------- | ------------------ |  |  |  |  |  |  |  |  | - |  |  |  | - |  |  |  | ----- | ---- |
| 1997 | Subaru Rally Team Australia | Subaru Impreza 555 |  |  |  |  |  |  |  |  | 5 |  |  |  | 5 |  |  |  | 4     | 16º  |

| 1998 | Scuderia                    | Vettura            |  |  |  |  |  |  |  |  |     |  |  |   |  |  |  |  | Punti | Pos. |
| ---- | --------------------------- | ------------------ |  |  |  |  |  |  |  |  | --- |  |  | - |  |  |  |  | ----- | ---- |
| 1998 | Subaru Rally Team Australia | Subaru Impreza 555 |  |  |  |  |  |  |  |  | Rit |  |  | 8 |  |  |  |  | 0     |      |

| 1999 | Scuderia                    | Vettura                   |  |  |  |  |  |  |  |  |   |  |  |  |     |  |  |  | Punti | Pos. |
| ---- | --------------------------- | ------------------------- |  |  |  |  |  |  |  |  | - |  |  |  | --- |  |  |  | ----- | ---- |
| 1999 | Subaru Rally Team Australia | Subaru Impreza S5 WRC '98 |  |  |  |  |  |  |  |  | 5 |  |  |  | Rit |  |  |  | 2     | 20º  |

| 2000 | Scuderia                    | Vettura                   |  |  |  |  |  |  |  |   |  |  |  |  |   |  |  |  | Punti | Pos. |
| ---- | --------------------------- | ------------------------- |  |  |  |  |  |  |  | - |  |  |  |  | - |  |  |  | ----- | ---- |
| 2000 | Subaru Rally Team Australia | Subaru Impreza S5 WRC '98 |  |  |  |  |  |  |  | 6 |  |  |  |  | 7 |  |  |  | 1     | 22º  |

| 2001 | Scuderia                    | Vettura                   |  |  |  |  |  |  |  |  |  |    |  |  |     |  |  |  | Punti | Pos. |
| ---- | --------------------------- | ------------------------- |  |  |  |  |  |  |  |  |  | -- |  |  | --- |  |  |  | ----- | ---- |
| 2001 | Subaru Rally Team Australia | Subaru Impreza S6 WRC '00 |  |  |  |  |  |  |  |  |  | 13 |  |  | Rit |  |  |  | 0     |      |

| 2002 | Scuderia                    | Vettura                                        |  |  |  |  |  |  |  |  |  |  |  |    |     |  |  |  | Punti | Pos. |
| ---- | --------------------------- | ---------------------------------------------- |  |  |  |  |  |  |  |  |  |  |  | -- | --- |  |  |  | ----- | ---- |
| 2002 | Subaru Rally Team Australia | Subaru Impreza WRX STi e Subaru Impreza STi N8 |  |  |  |  |  |  |  |  |  |  |  | 13 | Rit |  |  |  | 0     |      |

| 2003 | Scuderia                     | Vettura                                        |  |    |  |     |  |  |  |  |  |  |  |  |  |  |  |  | Punti | Pos. |
| ---- | ---------------------------- | ---------------------------------------------- |  | -- |  | --- |  |  |  |  |  |  |  |  |  |  |  |  | ----- | ---- |
| 2003 | Subaru Production Rally Team | Subaru Impreza STi N8 e Subaru Impreza WRX STi |  | 31 |  | Rit |  |  |  |  |  |  |  |  |  |  |  |  | 0     |      |

| Legenda | 1º posto | 2º posto | 3º posto | A punti | Senza punti | Ritirato | Squalificato | NP=Non partito C=Gara cancellata | Apice=Power stage |

### PWRC
| 2003 | Scuderia                     | Vettura                                        |  |   |  |     |  |  |  |  |  |  |  |  |  |  |  |  | Punti | Pos. |
| ---- | ---------------------------- | ---------------------------------------------- |  | - |  | --- |  |  |  |  |  |  |  |  |  |  |  |  | ----- | ---- |
| 2003 | Subaru Production Rally Team | Subaru Impreza STi N8 e Subaru Impreza WRX STi |  | 4 |  | Rit |  |  |  |  |  |  |  |  |  |  |  |  | 5     | 14º  |

| Legenda | 1º posto | 2º posto | 3º posto | A punti | Senza punti | Ritirato | Squalificato | NP=Non partito C=Gara cancellata | Apice=Power stage |